# Spyros Iakovidis
Spyros Evstathios Iakovidis (griechisch Σπύρος Ευστάθιος Ιακωβίδης) (* 1923 in Athen; † 16. Juni 2013 ebenda) war ein griechischer Klassischer Archäologe. Sein Forschungsgebiet war insbesondere die mykenische Archäologie.

## Leben
Spyros Iakovidis studierte Archäologie an der Universität von Athen (BA 1946, Dr. phil. 1962), arbeitete von 1952 bis 1954 als Antiken-Kurator und von 1970 bis 1974 als Professor für Archäologie an der Universität von Athen. Als Gastprofessor lehrte er 1976–1977 er an der Universität Marburg und 1977 an der Universität Heidelberg. 1977–1978 war er Mitglied des Institute for Advanced Study in Princeton und von 1979 bis 1991 Professor an der University of Pennsylvania in Philadelphia.
Er leitete Ausgrabungen in Athen, Eleusis, Pylos, Thira, Perati, Gla und über einen Zeitraum von 50 Jahren auch in Mykene.
Spyros Iakovidis war Mitglied der Akademie von Athen, der Archäologischen Gesellschaft Athen und des Deutschen Archäologischen Instituts.
Spyros Iakovidis beteiligte sich freiwillig nach der italienischen Offensive im Oktober 1940 und vor dem Einmarsch der deutschen Truppen in Athen die Schätze des Archäologischen Nationalmuseums zu schützen und zu verstecken. Während der deutschen Besatzung war er Mitglied in der Widerstandsorganisation von Napoleon Zervas. Hierfür wurde er später mit der Nationalen Widerstands-Medaille und dem Großkommandeur (Ανώτερος Ταξιάρχης) des Phönix-Orden ausgezeichnet.
Spyros Iakovidis war mit der Schriftstellerin Athina Kakouri verheiratet.

## Veröffentlichungen
- Η Μυκηναϊκή Ακρόπολις των Αθηνών. 1962
- Περατή. 1969–1970
- Αι Μυκηναϊκαί Ακροπόλεις. 1973
- Vormykenische und mykenische Wehrbauten. In: Archaeologia Homerica, Kapitel E, Göttingen 1977, S. 161–221.
- Mykene – Epidauros – Argos – Tiryns – Nauplia. Ekdotike Athenon, Athen 1978.
- Late Helladic Citadels on Mainland Greece. Brill, Leiden 1983, ISBN 90-04-06571-7.
- Γλας. Bd. Ι (1989), Bd. ΙΙ (1998)
- Gla and the Kopais in the 13th Century BC. Athen 2001
- Ανασκαφές Μυκηνών. Bd. 3: Η νοτιοδυτική συνοικία. 2013